# Maria Xaveria Perucona
Maria Xaveria Perucona ou Parruccona (Novara, 1652 - depois de 1709 em Galliate) foi uma freira e compositora italiana do século XVII.

## Biografia
Ela cresceu em uma família aristocrática que garantiu sua educação em canto, instrumentos e música em geral. Ela estudou com seu tio, Francesco Beria, e seu professor, Antonio Grosso, antes de fazer os votos aos 16 anos como freira ursulina em o Collegio di Sant'Orsola em Galliate, perto de sua cidade natal, Novara, no Piemonte. 

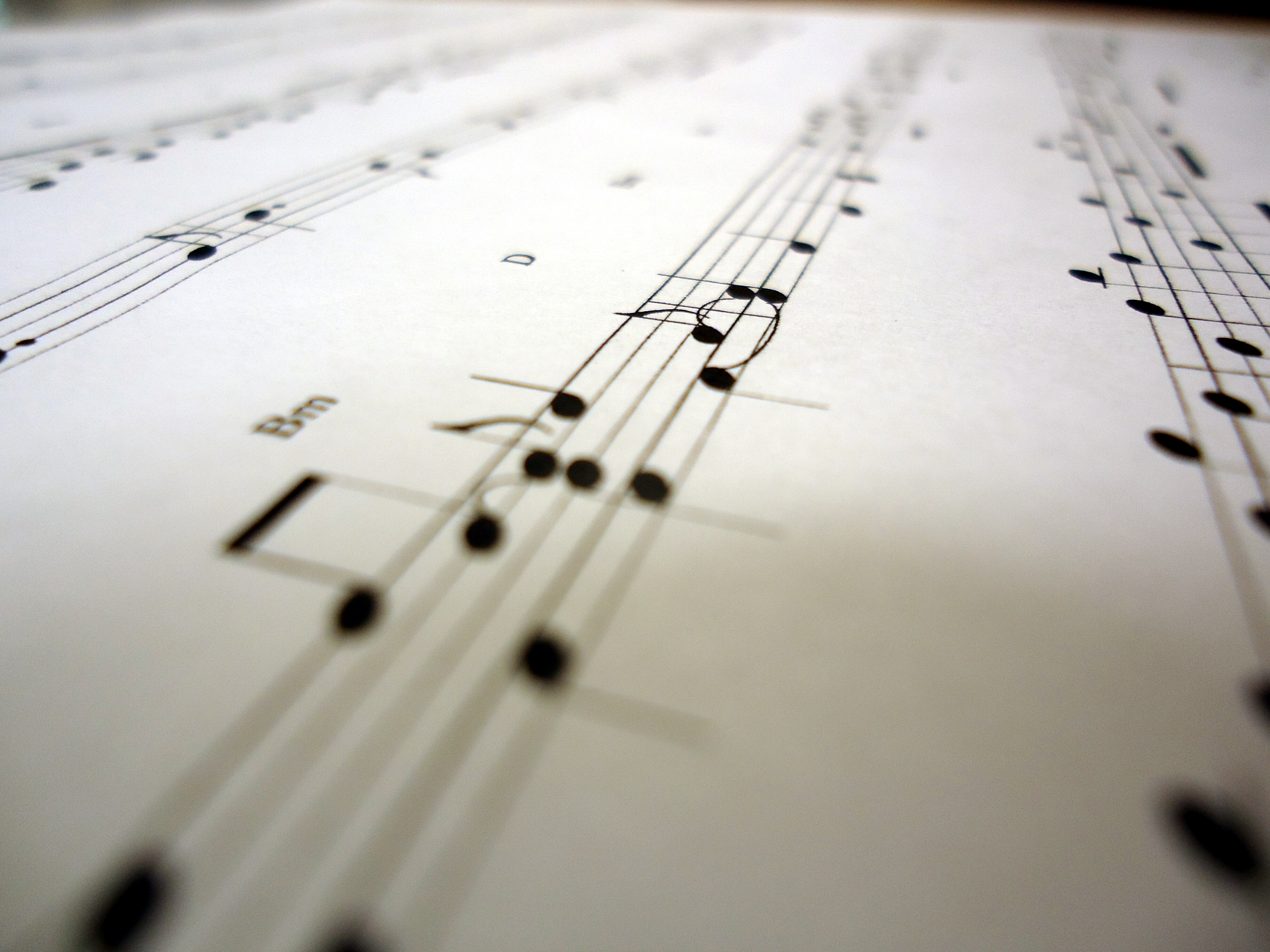
Partitura de música

Em 1675, sua única obra, Sacri concerti de motetti a una, due, tre, e quattro voce, foi publicada em Milão e dedicada a Anna Cattarina della Cerda, que anteriormente havia dado presentes monetários a Sant'Orsola. Sacri concerti é composto por 18 motetos para uma variedade de vozes, apenas um incorpora um texto litúrgico, intitulado Regina coeli. Outros motetos nesta publicação com textos não litúrgicos foram cantados durante certos serviços no convento. A forma dessas obras era seccional com contrastes de métrica, texturas e intérpretes. Jane Bower, editora de "Women Making Music", acredita que o uso mais expressivo dos solos de Peruchona é encontrado em Quid pavemus sorores, que começa com um solo de baixo melismático.
Pouco se sabe sobre a vida de Peruchona após 1690 e acredita-se que ele não publicou além dos concertos Sacri porque seus deveres religiosos prevaleciam sobre sua composição.

## Obras
- Sacri concerti motetti a una, due, tre, e quattro voci, parte with Violini, and parte senza. Milão, 1675.[3]